# Лінивка-жовтоок двосмуга
Лінивка-жовтоок двосмуга (Hypnelus bicinctus) — вид дятлоподібних птахів родини лінивкових (Bucconidae).

## Поширення
Вид поширений на півночі Венесуели та на сході Колумбії.

## Спосіб життя
Трапляється поодиноко у підліску лісів та серед чагарників. Живиться членистоногими і дрібними хребетними.